# Niedersalbach
Niedersalbach ist einer der sieben Ortsteile der saarländischen Gemeinde Heusweiler. Mit 1647 Einwohnern (Stand Januar 2020) ist es der zweitkleinste Ortsteil Heusweilers.

## Geographie
Niedersalbach liegt im Westen der weitgespannten Gemeinde Heusweiler im oberen Köllertal. Nachbarorte sind im Norden Obersalbach-Kurhof, im Osten Heusweiler, im Süden der Riegelsberger Ortsteil Walpershofen sowie der Köllerbacher Ortsteil Herchenbach und im Westen der Saarwellinger Ortsteil Schwarzenholz. Die Bundesautobahn 8 verläuft nördlich von Niedersalbach. Im Ort treffen sich die Landesstraße 141 und die Bundesstraße 268.

## Geschichte
Das kleine Dorf hat wohl schon im 8. Jahrhundert bestanden, wie archäologische Funde ergaben. Erstmals urkundlich erwähnt wurde der Ort im Jahre 1432 unter dem Ortsnamen Nyderselbach. Niedersalbach gehörte zu Beginn des 19. Jahrhunderts zur Mairie Sellerbach.
Obersalbach und Kurhof waren lothringisch, Niedersalbach zwischen Lothringen und Nassau-Saarbrücken strittig. 1766 trat der König von Frankreich als Herzog von Lothringen alle drei im Tausch an Nassau-Saarbrücken ab. 1936 entstand aus den drei Orten die eigenständige Gemeinde Salbach. Mit dem Ende des Zweiten Weltkrieges stand sie kurzzeitig unter US-amerikanischer, ab dem 10. Juli 1945 unter französischer Militärverwaltung. Am 1. Januar 1958 wurde Salbach aufgelöst und auf die beiden Nachfolgegemeinden Niedersalbach und Obersalbach-Kurhof aufgeteilt.
Im Zuge der Gebiets- und Verwaltungsreform, die am 1. Januar 1974 in Kraft trat, wurden diese beiden Gemeinden der Gemeinde Heusweiler zugesprochen.

## Sport
Der Boule-Club Niedersalbach spielt in der Pétanque-Bundesliga.

## Persönlichkeiten
- Constantina Krämer (1888–1944), Steyler Missionsschwester und Märtyrin